# Jan Szymała
Jan Szymała (ur. 5 maja 1889 w Dobrzeniu Wielkim, zm. 31 grudnia 1962 w Bytomiu) – polski ksiądz rzymskokatolicki, pułkownik Wojska Polskiego, kapelan 74 Górnośląskiego Pułku Piechoty, żołnierz I i II wojny światowej, kapelan I Korpusu Polskich Sił Zbrojnych. Po II wojnie światowej twórca i kapelan Hufca ZHP w Lublińcu, działacz społeczny, dziekan i proboszcz licznych parafii na Śląsku, zasłużony dla Śląska, wielokrotnie szykanowany przez komunistyczne władze państwa.

## Życiorys

### Dzieciństwo i młodość
Jan Szymała pochodził z chłopskiej rodziny. Był synem Jana Szymały i Agnieszki z domu Tomala. Był najstarszy ze swego licznego rodzeństwa, posiadał trzy siostry i trzech braci. Dzieciństwo ks. Szymały przypada na okres kiedy Śląsk stanowił część Cesarstwa Niemieckiego. Uczęszczał do szkoły niemieckiej. Po jej ukończeniu kontynuował naukę w Gimnazjum Misyjnym św. Krzyża w Nysie. 4 września 1908 wstąpił do Zgromadzenia Słowa Bożego. W St. Gabriel w Mödling pod Wiedniem odbył roczny nowicjat, po którym podjął studia teologiczne i filozoficzne. Święcenia kapłańskie przyjął 8 września 1914 r. we Wrocławiu. Prymicja odbyła się w jego rodzinnej wsi.

### I wojna światowa i lata międzywojenne
W 1915 r. Jan Szymała został powołany do służby w armii niemieckiej. Po odbytym szkoleniu został skierowany do szpitala wojskowego w Altheid (Polanica Zdrój) jako sanitariusz, a potem mianowany kapelanem i wysłany na front zachodni. Tam pozostał niemal do końca wojny. 
W roku 1918 wrócił do Mödling, a następnie trafił na Dolny Śląsk, do parafii św. Apostołów Piotra i Pawła w Namysłowie, gdzie prowadził działalność niepodległościową. Stanowił w tym zakresie partnera dla proboszcza, ks. Karola Pasternaka, również znanego z propolskich sympatii. W Namysłowie ksiądz Szymała pracował od 24 sierpnia 1918 do 28 czerwca 1919.
W październiku 1919 r. został wikariuszem parafii pw. Św. Trójcy w Mikulczycach. Wkrótce miał się tam odbyć plebiscyt wśród ludności dotyczący przynależności Śląska do Polski lub Niemiec. Trwała ostra kampania propagandowa. W tym czasie ks. Szymała został zaprzysiężony jako członek konspiracyjnej Polskiej Organizacji Wojskowej Górnego Śląska, która przygotowywała lokalną ludność do powstania, w razie interwencji armii niemieckiej w związku z niekorzystnym dla Niemiec wynikiem plebiscytu. Ksiądz Jan Szymała wziął czynny udział w akcji plebiscytowej i II powstaniu śląskim, przysparzając swoim zaangażowaniem politycznym wielu kłopotów proboszczowi parafii (księdzu Johannesowi Lebokowi), który był Niemcem.
W maju 1920 roku ks. Szymała został przeniesiony do Opola, gdzie prowadził pracę agitacyjno-propagandową, działając aktywnie w Polskim Komitecie Plebiscytowym. Publikował i kolportował teksty propagandowe i polityczne. Za swoją działalność został odznaczony przez Wojciech Korfantego odznaką honorową „Za dzielność i służbę ojczyźnie”. Otrzymał również list pochwalny ze Stolicy Apostolskiej za szerzenie wiary w zgodzie z Bogiem i tożsamością narodową.
Z chwilą wybuchu III powstania śląskiego zgłosił się do dyspozycji Naczelnej Komendy Wojsk Powstańczych. Wszedł jako jeden z dziewięciu członków w skład Wydziału Duszpasterskiego, został mianowany kapelanem grupy szybkiej kpt. Pawła Cymsa, która po reorganizacji wojsk powstańczych została przemianowana na 2. Pułk Piechoty im. Tadeusza Kościuszki.
Wraz ze swoim oddziałem powstańczym uczestniczył w najkrwawszych bitwach, np. operacji kędzierzyńskiej i walkach o Górę Św. Anny, które pociągnęły za sobą wielkie straty w ludziach i sprzęcie. Miarą zasług bojowych ks. Szymały są takie odznaczenia jak:Krzyż Walecznych, Krzyż na Śląskiej Wstędze Waleczności i Zasługi, Krzyż Niepodległości i Złoty Krzyż Zasługi. W 1921 roku poszukiwany przez armię niemiecką ks. Szymała wstąpił do 74. Górnośląskiego Pułku Piechoty, który w Biedrusku pod Poznaniem oczekiwał na wkroczenie na teren Śląska i objęcie garnizonu w Lublińcu. Otrzymał stopień kapitana.
2 sierpnia 1921 r. został kapelanem wojskowym przy parafii pw. Podwyższenia Krzyża Św. w Lublińcu. 23 lutego 1923 wystąpił ze zgromadzenia oo. werbistów, został przyjęty do grona księży Administracji Apostolskiej dla Śląska Górnego. W 1926 roku jego parafia zostaje przekształcona w parafię wojskową pw. św. Michała Archanioła. Od tego czasu przez następne dwa lata przeprowadzał gruntowną rozbudowę kościoła.
We wrześniu 1922 r. w Lublińcu ks. Jan Szymała rozpoczął swą działalność edukacyjną w Lublińcu. Był jednym z inicjatorów założenia Miejskiego Gimnazjum Koedukacyjnego – pierwszej polskiej szkoły po przyłączeniu Lublińca do Rzeczypospolitej (przy ulicy Sądowej 8). Pracował tam także do 1932 r. jako katecheta. Na potrzeby uczniów z Opolszczyzny utworzył w Lublińcu pierwszą bursę (internat). Kilka lat później zainicjował budowę nowej, dużo większej – w której zamieszkać mogło 145 uczniów, z czego około 120 pochodziło z Opola. Pełnił tam funkcję kierownika i wychowawcy. Zainicjował także budowę nowego gmachu szkoły. Od 1929 r. za jego poparciem rozpoczęło funkcjonowanie w nowych warunkach lokalowych Państwowe Gimnazjum i Liceum Koedukacyjne, obecnie Zespół Szkół nr 1 im. Adama Mickiewicza (ul. J. Sobieskiego 22).
Kuria biskupia w Katowicach 26 czerwca 1931 r. „w uznaniu nieprzeciętnych zasług położonych dla diecezji” nadała mu „prawo noszenia pelerynki proboszczowskiej”, natomiast Stolica Apostolska odznaczyła złotym krzyżem: Pro Ecclesia et Pontifice”.
W 1931 r. ks. kpt. Jan Szymała otrzymał awans na majora, a siedem lat później – na pułkownika. Podlegały mu dwa garnizony: w Lublińcu i Tarnowskich Górach z kościołem pw. św. Anny, które to garnizony wchodziły w skład dekanatu krakowskiego diecezji polowej. Ksiądz Szymała uporządkował cmentarz wojskowy w Lublińcu, gdzie pochowano żołnierzy niemieckich poległych w I wojnie światowej, powstańców śląskich, a następnie oficerów polskich i ich rodziny zmarłych w okresie międzywojennym. Na 140 grobach postawił okazałe krzyże.
Pod koniec lat dwudziestych ksiądz Szymała został prezesem Koła Przyjaciół Harcerstwa w Lublińcu i pełnił tę funkcję do wybuchu II wojny światowej. Dzięki nowemu prezesowi ilość członków KPH się sukcesywnie powiększała (głównie o oficerów 74 GPP). Dochody z imprez organizowanych przez Koło (bale sylwestrowe, sztuki teatralne) i pieniądze ze składek członkowskich zaspokajały wydatki ówczesnej Komendy Hufca. Ze środków tych kupowano: namioty, sprzęt obozowy, dofinansowywano kursy, obozy i zloty. Koło Przyjaciół Harcerstwa sfinansowało również zakup łodzi „Iskra” dla harcerskiego zastępu żeglarskiego. Wreszcie w 1936 r. Koło wraz ze swoim prezesem ufundowało dla hufca sztandar. Od 1935 r. ks. Szymała został kapelanem drużyn żeńskich, a później również męskich hufca ZHP w Lublińcu. W 1936 r. został odznaczony przez Naczelny Zarząd ZHP odznaką „Za zasługi”.

### II wojna światowa i lata powojenne
Po wybuchu II wojny światowej ks. płk Jan Szymała wraz z 74. Górnośląskim Pułkiem Piechoty uczestniczył w kampanii wrześniowej. 17 września 1939 r. przekroczył granicę rumuńską i został internowany w Calimanesti w Rumunii. Zorganizował tam szkołę dla dzieci oficerów polskich i prowadził działalność duszpasterską wśród internowanych. Po ucieczce z obozu przedostał się na teren Francji wstąpił do organizującego się wojska polskiego, a po rozformowaniu 3. Dywizji Piechoty wyruszył do Wielkiej Brytanii. Stanął na czele duszpasterstwa I Samodzielnej Brygady Spadochronowej gen. Stanisława Sosabowskiego, przez niemal 18 miesięcy bo od kwietnia 1942 roku do września 1943 r. pełnił służbę duszpasterską w 1 Dywizji Pancernej gen. Stanisława Maczka następnie w tym samym 1943 roku został dziekanem 1 Korpusu Polskich Sił Zbrojnych na Zachodzie.
Od marca 1945 roku przez kilka miesięcy przebywał w Paryżu, gdzie opiekował się polskimi żołnierzami i przesiedleńcami. Następnie, od września 1945 roku do połowy 1946 roku przebywał w angielskiej strefie okupacyjnej, gdzie pełnił obowiązki delegata biskupiego J. Gawliny i szefa Duszpasterstwa Polskiego na strefę brytyjską. Sprawował opiekę duszpasterską w obozach byłych wysiedleńców przymusowych (Displaced Persons). Jego siedzibą była miejscowość Bad Oeynhausen – stanowisko Sztabu Okupacyjnego Armii Brytyjskiej.

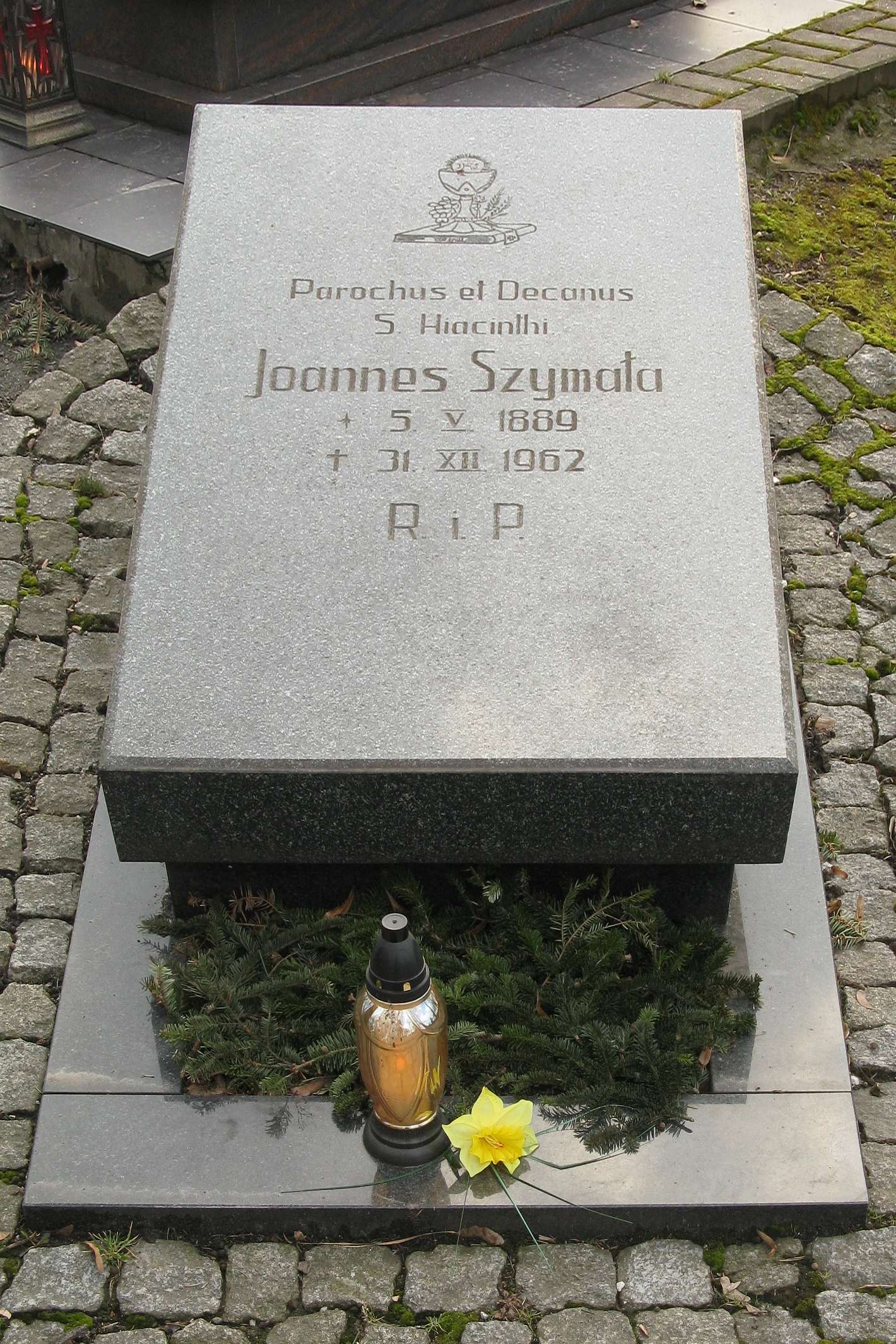
Grób Jana Szymały (2018)

W listopadzie 1946 roku powrócił do kraju. Tymczasowo zatrzymał się w Lublińcu w klasztorze Ojców Oblatów. Wystąpił z prośbą do kurii w Katowicach o udzielenie mu bezterminowego urlopu, aby mógł podjąć pracę duszpasterską w Administracji Apostolskiej Śląska Opolskiego. 5 grudnia 1946 został skierowany na parafię pw. Wszystkich Świętych w Gliwicach, a następnie od 5 maja 1954 parafię św. Jacka w Bytomiu. Pełnił funkcję dziekana Dekanatu Bytomskiego i był członkiem Consilium Vigilantiae. W 1955 roku reaktywował lokalne Towarzystwo Świętego Alojzego, które zajmowało się organizowaniem działalności kulturalnej na terenie parafii. Spotykały go za to szykany ze strony władz komunistycznych.
W 1962 r. podupadł na zdrowiu. Zmarł 31 grudnia tego roku, a pogrzeb odbył się 3 stycznia 1963 r. W pogrzebie uczestniczył ks. bp. Franciszek Jop. Ks. płk Jan Szymała został pochowany na cmentarzu Jeruzalem przy ul. Leopolda Staffa w Bytomiu.

## Ordery i odznaczenia
- Krzyż Niepodległości (28 grudnia 1933)[10]
- Krzyż Walecznych
- Złoty Krzyż Zasługi (9 listopada 1931)[11]
- Krzyż na Śląskiej Wstędze Waleczności i Zasługi
- Śląski Krzyż Powstańczy (1947)
- Medal 3 Maja (1925)
- Pro Ecclesia et Pontifice (1931)
- odznaka „Za Dzielność i Wierną Służbę Ojczyźnie około Połączenia Prastarej Ziemicy Śląskiej z Najjaśniejszą Rzecząpospolitą Polską” (3 maja 1921)

## Upamiętnienie
- II Lubliniecki Szczep „Zielona Ósemka” im. ks. płk Jana Szymały – od 8 września 2007 r.
- 18 Drużyna Harcerska im. Jana Szymały.
- Ulica ks. płk Jana Szymały w Lublińcu.
- Ulica Jana Szymały w dzielnicy Zabrza Makoszowy.